# エイムス・ブラザーズ
エイムス・ブラザーズ（The Ames Brothers）は、1947年に4人の兄弟により結成されたアメリカのボーカルグループ。

## 経歴
彼らはマサチューセッツ州のモールデンに生まれ、幼少期からオペラやクラシック音楽を聞いて育った。1947年にアモリー・ブラザースという名で結成したが、のちにエイムス・ブラザーズに短縮された。
1950年に「ラグ・モップ」が大ヒットし、ビルボード誌で1位を獲得。1953年には「ユー・ユー・ユー」がヒットし同チャートで2位を獲得した。彼らは1950年6月から1953年3月までの間に15回ものヒットを記録した。

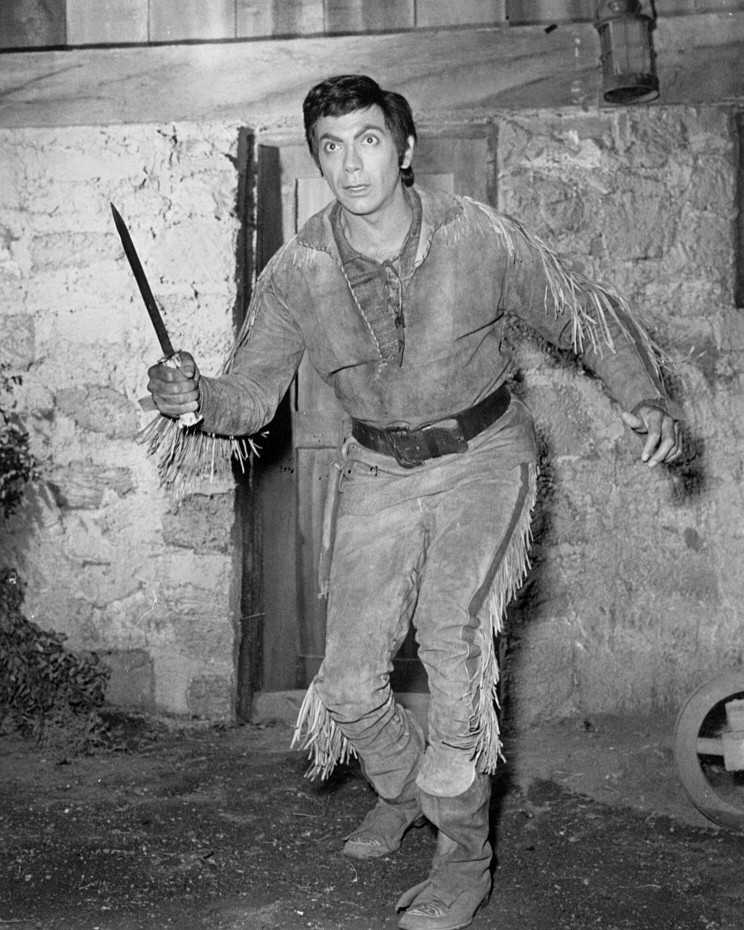
ダニエル・ブーンで役を演じるエド・エイムズ、1966年

1963年に解散。メンバーの一人であるエド・エイムズは俳優としても活躍した。
1998年にボーカルグループの殿堂入りした。

## メンバーのその後
ヴィック・エイムズは1978年に交通事故で死亡、1997年にジーン・エイムズは癌で死亡し、ジョー・エイムズは2007年に心臓発作で死亡した。2023年に、最後の存命メンバーであったエド・エイムズが5月21日に死去したことにより、メンバー全員がこの世を去った。

## アルバム
- 1950年: The Ames Brothers sing a song of Christmas
- 1951年: In the evening by the moonlight
- 1951年: Hoop-de-doo
- 1952年: Home on the Range
- 1954年: It must be true
- 1955年: Four brothers
- 1957年: Love serenade
- 1958年: Destination moon
- 1959年: Words and music